# Giovanni Battista Ferrari
Giovanni Battista Ferrari (ur. w 1450 albo 1451 w Modenie, zm. 20 lipca 1502 w Rzymie) – włoski kardynał.

## Życiorys
Urodził się w 1450 albo 1451 roku w Modenie, jako syn Giovanniego Ferrariego i Verde Alberghetti. Podstawowe wykształcenie odebrał w rodzinnym mieście, a studia ukończone doktoratem z prawa, odbył w Padwie. Wstąpił do stanu duchownego i został kanonikiem kapituły katedralnej w Modenie. Przez krótki czas był sekretarzem króla Jana II Aragońskiego. 11 września 1495 roku został wybrany biskupem Modeny. Ponieważ obowiązki w Kurii Rzymskiej nie pozwalały mu zarządzać diecezją, mianował wikariuszów apostolskich. Rok później został datariuszem, a od czasu promocji kardynalskiej – kardynałem prodatariuszem, a także regentem Kancelarii Apostolskiej. 25 września 1500 roku został kreowany kardynałem prezbiterem i otrzymał kościół tytularny San Crisogono. 9 sierpnia 1501 roku został arcybiskupem Kapui. 6 lipca 1502 roku został otruty przez Sebastiana Pinzoniego, w wyniku czego zmarł dwa tygodnie później w Rzymie. Pinzoni został stracony za pontyfikatu Leona X.